# Tommy Ivan
Thomas Nathaniel Ivan (* 31. Januar 1911 in Toronto, Ontario; † 25. Juni 1999) war ein kanadischer Eishockeytrainer und -funktionär in der National Hockey League. Er führte die Detroit Red Wings dreimal zum Gewinn des Stanley Cup und gewann die Trophäe ein weiteres Mal mit den Chicago Black Hawks als deren General Manager. 1974 wurde er in die Hockey Hall of Fame aufgenommen.

## Karriere
Tommy Ivan spielte in Brantford Eishockey, musste seine Ambitionen auf eine Karriere im Profisport als 26-Jähriger aber wegen einer ernsten Fraktur des Jochbeins begraben. Stattdessen war er anfangs als Schiedsrichter tätig und später als Trainer, ehe er in den dreißiger Jahren den Kriegsdienst antreten musste. Nach dem Ende des Zweiten Weltkriegs erhielt er den Posten als Cheftrainer der Omaha Knights aus der Profiliga USHL, die als Farmteam der Detroit Red Wings fungierten. Dort arbeitete er mit dem 17-jährigen Gordie Howe zusammen, der wenig später den Sprung in die NHL machte und eine über fünf Jahrzehnte dauernde Karriere begann.
1946 übernahm Ivan die Indianapolis Capitals aus der AHL, die ebenfalls eine Kooperation mit Detroit hatten. Als sich ein Jahr später Jack Adams entschied nach 15 Spielzeiten seinen Trainerposten bei den Red Wings aufzugeben, wurde Tommy Ivan sein Nachfolger. In seinen ersten zwei Jahren als Cheftrainer von Detroit führte er die Mannschaft zweimal ins Finale der Playoffs, ehe er 1950 erstmals den Stanley Cup gewann. Die Mannschaft war zu diesem Zeitpunkt gespickt mit Eishockeygrößen wie Gordie Howe, Ted Lindsay, Sid Abel, Marcel Pronovost, Red Kelly, Alex Delvecchio und Terry Sawchuk, die nach dem Ende ihrer Karrieren in die Hockey Hall of Fame aufgenommen wurden. Mit diesem gut aufgestellten Team gelangen Ivan noch zwei weitere Stanley-Cup-Siege in den Jahren 1952 und 1954.
Obwohl Tommy Ivan große Erfolge in Detroit gefeiert hatte, drei Stanley Cups gewann sowie siebenmal in Folge die reguläre Saison auf der Spitzenposition beendet hatte, entschied er sich im Sommer 1954 die Red Wings zu verlassen und nahm ein Angebot für den Posten des General Managers der Chicago Black Hawks an. Die Black Hawks befanden sich damals in einer schwierigen Phase. In der nur sechs Mannschaften umfassenden NHL hatten sie in den vergangenen zehn Jahren nur zweimal die Playoffs erreicht und waren sechsmal sogar Letzter der Liga gewesen.
Die Verpflichtung von Ivan als Architekt des Franchise war anfangs nicht von Erfolg gekrönt. Weder Trainerneuling Frank Eddolls noch dem früheren Erfolgstrainer Dick Irvin, der aus Krankheitsgründen nach einem Jahr ausschied, gelang es, die Mannschaft wieder zurück auf die Erfolgsspur zu bringen. Ivan übernahm daraufhin selbst im Sommer 1956 das Traineramt, doch auch er konnte in knapp eineinhalb Jahren keine Wende herbeiführen. Die Verpflichtung von Rudy Pilous während der Saison 1957/58 sollte schließlich ein Schritt in die richtige Richtung sein und im Jahr darauf qualifizierten sich die Black Hawks zum ersten Mal seit sechs Jahren wieder für die Playoffs.
Tommy Ivan verbesserte die Organisation der Black Hawks nicht nur auf der Trainerposition, sondern baute zudem das Farmsystem aus, indem er Kooperationen mit mehreren unterklassigen Teams abschloss, und holte talentierte junge Spieler nach Chicago wie Bobby Hull, Stan Mikita und Bill Hay sowie erfahrene Veteranen wie Glenn Hall und Ted Lindsay. 1961 war Ivans Arbeit schließlich von Erfolg gekrönt, als die von Trainer Pilous geführte Mannschaft den Stanley Cup gewann. Im Jahr darauf erreichten sie erneut das Finale, unterlagen aber diesmal den Toronto Maple Leafs.
1963 engagierte Ivan mit Billy Reay einen neuen Trainer, der die Black Hawks zu einer weiteren Teilnahme am Stanley-Cup-Finale führte. Im Sommer 1967 wickelte Tommy Ivan ein Transfergeschäft ab, das bald als eines der schlechtesten der NHL-Geschichte galt. Er schickte Phil Esposito, Ken Hodge und Fred Stanfield zu den Boston Bruins, wofür Gilles Marotte, Pit Martin und Jack Norris nach Chicago kamen. Während Esposito, Hodge und Stanfield sich in Boston zu wichtigen Stützen entwickelten, konnten Marotte und Norris ihren Wert in Chicago nie richtig unter Beweis stellen und nur Martin konnte überzeugen. 1969 konnte Ivan seinen Ruf wieder aufbessern, als er Tony Esposito verpflichtete, der sich bei den Montréal Canadiens nicht durchsetzen konnte, sich in Chicago aber zu einem der besten Torhüter seiner Zeit entwickelte.
1971 und 1973 erreichten die Black Hawks zwei weitere Male das Finale um den Stanley Cup, allerdings gingen sie erfolglos aus den Serien hervor. Für seine Verdienste als General Manager der Chicago Black Hawks wurde er schließlich 1974 in die Hockey Hall of Fame aufgenommen und erhielt im Jahr darauf die Lester Patrick Trophy.
Nach der Saison 1976/77, die schlechteste seit fast zwei Jahrzehnten, legte Tommy Ivan sein Amt als General Manager nach 23 Jahren nieder. Er führte die Chicago Black Hawks aus einer langen Krise und zu neuen Erfolgen. In seiner Amtszeit gewann das Franchise einmal den Stanley Cup und zog weitere viermal in das Finale der NHL ein.
Ivan blieb den Black Hawks aber weiterhin erhalten und war bis zu seinem Tod im Jahr 1999 Vize-Präsident des Franchise.

## Erfolge und Auszeichnungen

### Als Trainer
- 1950 Stanley-Cup-Sieger mit den Detroit Red Wings
- 1952 Stanley-Cup-Sieger mit den Detroit Red Wings
- 1954 Stanley-Cup-Sieger mit den Detroit Red Wings

### Als General Manager
- 1961 Stanley-Cup-Sieger mit den Chicago Black Hawks
- 1974 Aufnahme in die Hockey Hall of Fame
- 1975 Lester Patrick Trophy